# Campionati europei di atletica leggera 1946 - Lancio del martello
La gara del lancio del martello maschile si tenne il 22 agosto 1946.

## Risultati

### Qualificazioni
| Pos | Nome                   | Nazione | Misura | Note |
| --- | ---------------------- | --- | ------ | ---- |
| 1   | Bo Ericson             | Svezia | 53.60  | Q    |
| 2   | Eric Johansson         | Svezia | 52.29  | Q    |
| 3   | Hans Houtzager         | Paesi Bassi | 51.46  | Q    |
| 4   | Duncan McDougall Clark | Regno Unito | 50.81  | Q    |
| 5   | Teseo Taddia           | Italia | 50.12  | Q    |
| 6   | Aleksandr Šechtel'     | [[File: Flag of the Soviet Union (1936 – 1955).svg\|class=noviewer\| Unione Sovietica (bandiera)\|border\|20x16px]] Unione Sovietica | 49.90  | Q    |
| 7   | Imre Németh            | Ungheria | 48.47  | Q    |
| 8   | Jaroslav Knotek        | Cecoslovacchia | 48.37  | Q    |
| 9   | Reino Kuivamäki        | Finlandia | 47.41  |      |
| 10  | Gunnar Christensen     | Danimarca | 45.94  |      |
| 11  | Ivan Gubijan           | Jugoslavia | 45.11  |      |

### Finale
| Pos | Nome                   | Nazione | Misura | Note |
| --- | ---------------------- | --- | ------ | ---- |
| 1   | Bo Ericson             | Svezia | 56.44  |      |
| 2   | Eric Johansson         | Svezia | 53.54  |      |
| 3   | Duncan McDougall Clark | Regno Unito | 51.32  |      |
| 4   | Imre Németh            | Ungheria | 50.03  |      |
| 5   | Hans Houtzager         | Paesi Bassi | 49.86  |      |
| 6   | Teseo Taddia           | Italia | 48.63  |      |
| 7   | Aleksandr Shekhtel     | [[File: Flag of the Soviet Union (1936 – 1955).svg\|class=noviewer\| Unione Sovietica (bandiera)\|border\|20x16px]] Unione Sovietica | 46.24  |      |
| 8   | Jaroslav Knotek        | Cecoslovacchia | 46.04  |      |